# Cantoria (comune spagnolo)
Cantoria è un comune spagnolo situato nella comunità autonoma dell'Andalusia, provincia di Almería. È attraversato dal fiume Almanzora.